# Helpless When She Smiles
"Helpless When She Smiles" là đĩa đơn thứ hai từ album phòng thu thứ sáu của ban nhạc nước Mỹ Backstreet Boys, Unbreakable (2007). Đĩa đơn sản xuất bởi John Shanks, đã được phát hành ngày 10 tháng 12 năm 2007 bởi hãng Jive Records. Ca khúc đã bị rò rỉ trên Internet từ tháng 5 năm 2007 cùng "Happily Never After", tuy nhiên ca khúc này không có mặt trong album.

## Video âm nhạc
Video âm nhạc của "Helpless When She Smiles" được quay ngày 15 tháng 11 năm 2007 tại vườn quốc gia Joshua Tree, California và do Bernard Gourley đạo diễn. Video đã phát hành ngày 12 tháng 12 trên Yahoo! Music. Phần đầu của video là phim màu, nhưng đến phần sau lúc cảnh nhóm đứng giữa cánh đồng thì chuyền sang đen trắng. Video có sử dụng kĩ thuật camera bay (cảnh quay sử dụng trực thăng) và là một trong chỉ 2 video của nhóm sử dụng công nghệ này (video kia là More than That).
Video đã đạt vị trí #1 trên bảng xếp hạng Top 10 Countdown của Much More Music.

## Danh sách bài hát
UK CD1
1. "Helpless When She Smiles" (Phiên bản album) - 4:04
2. "Helpless When She Smiles" (Radio Mix) - 4:04

UK CD2
1. "Helpless When She Smiles" (Phiên bản album) - 4:04
2. "Helpless When She Smiles" (Radio Mix) - 4:04
3. "There's Us" - 4:10
4. "Nowhere To Go" - 2:48
5. "Satellite" - 3:28

Download nhạc số
1. "Helpless When She Smiles" (Radio Mix) - 4:04
2. "Helpless When She Smiles" (Rock Remix) - 6:02
3. "Helpless When She Smiles" (Jason Nevins Dub Remix) - 7:09
4. "Helpless When She Smiles" (Jason Nevins Radio Mix) - 4:24
5. "Helpless When She Smiles" (Jason Nevins Extended Remix) - 7:38
6. "Helpless When She Smiles" (Jason Nevins Underground Club Remix) - 7:23

## Xếp hạng
Ở Hoa Kỳ, "Helpless When She Smiles" chỉ lọt vào được bảng xếp hạng Adult Contemporary, đạt vị trí #52. Nó không lọt vào được Billboard Hot 100.
| Bảng xếp hạng (2008)              | Vị trí cao nhất |
| --------------------------------- | --------------- |
| Dutch Singles Chart               | 83              |
| German Singles Chart              | 34              |
| Indian Singles Chart              | 48              |
| Italian Singles Chart             | 4               |
| Luxembourg Singles Chart          | 17              |
| New Zealand Singles Chart         | 34              |
| Romania Singles Chart             | 70              |
| Russia Singles Chart              | 22              |
| U.S. Billboard Adult Contemporary | 52              |